# Stadtnatur

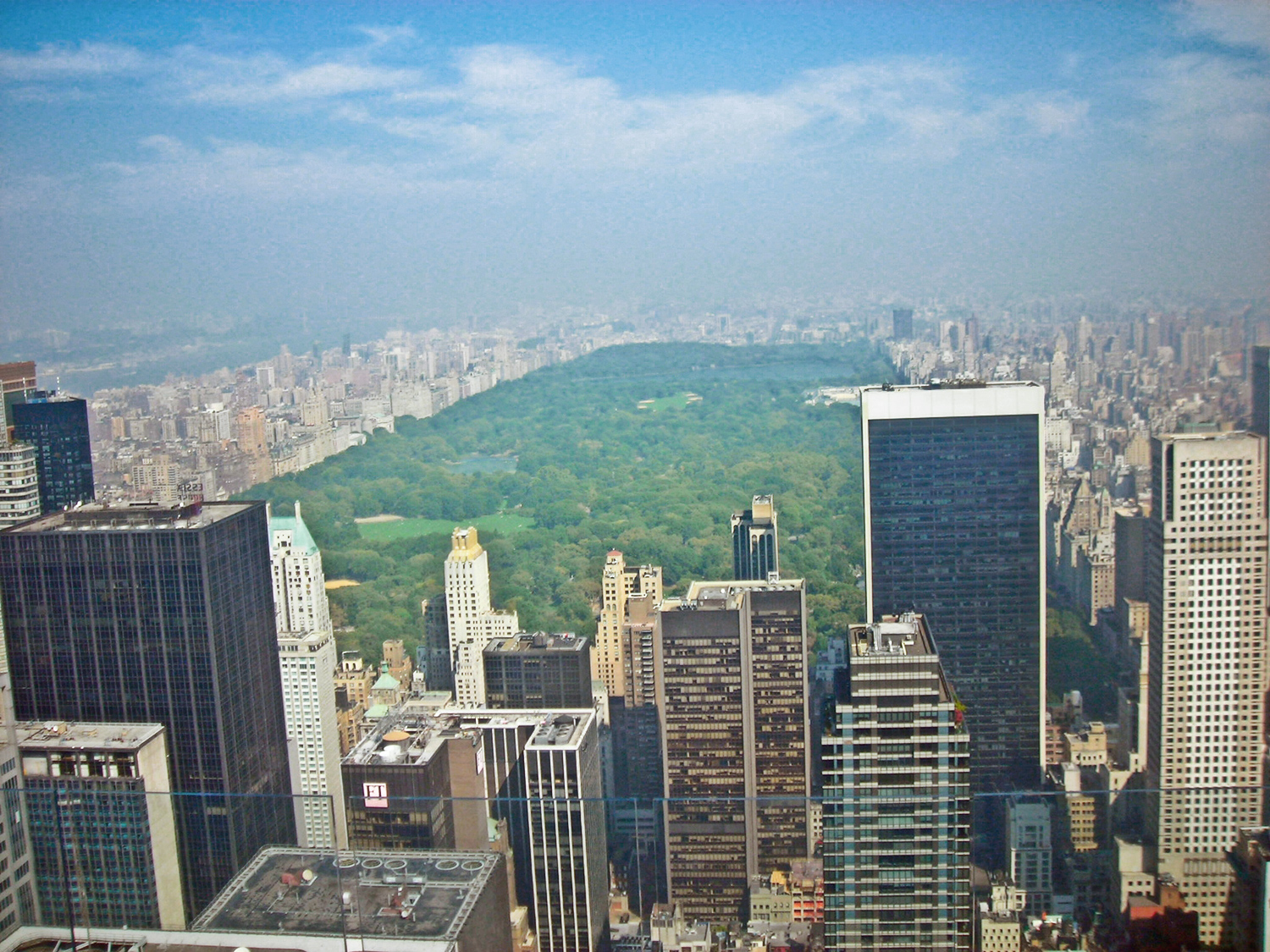
Central Park in Manhattan

Stadtnatur bezeichnet die Lebensräume von Tier- und Pflanzenarten und Biotope in der Stadt und ist ein Forschungsfeld der Stadtökologie.
Der Begriff wurde in Deutschland unter anderem durch das gleichnamige Buch des Biologen Josef Reichholf geprägt. Er vertritt die These, dass sich Tiere und Pflanzen aus den übernutzten und gleichförmigen landwirtschaftlichen Flächen in urbane Gebiete zurückziehen, weil sie hier „natürlichere“ Lebensräume finden als auf dem Land.
Das deutsche Bundeskabinett hat am 6. Juni 2019 den ‘Masterplan Stadtnatur‘ beschlossen. Die Bundesregierung will damit die Kommunen dabei unterstützen, die Arten- und Biotopvielfalt in den Städten zu erhöhen.
Die Naturbewusstseinsstudie 2015 hat erstmals erfragt, was die Menschen in Deutschland mit Stadtnatur verbinden. Für 94 Prozent der Befragten ist die Zugänglichkeit von Stadtnatur sehr oder eher wichtig ist und 73 Prozent geben an, innerstädtische Naturangebote zumindest mehrmals im Monat nutzen. Für 72 Prozent ist Stadtnatur vor allem für das Wohlbefinden relevant, gefolgt von der Bedeutung als Lebensraum für Tiere und Pflanzen und für das äußere Erscheinungsbild der Stadt (sehr wichtig: jeweils 68 Prozent).